# برانيسلاف سيكيوليتش
برانيسلاف سيكيوليتش بالصربية : Бранислав Секулић (29 أكتوبر 1906 – 24 سبتمبر 1968) لاعب ومدرب كرة قدم صربي راحل.

## وصلات خارجية
- برانيسلاف سيكيوليتش على موقع الاتحاد الدولي (مؤرشف)  (الإنجليزية)
- برانيسلاف سيكيوليتش على موقع قاعدة بيانات كرة القدم.إي يو (الإنجليزية)
- برانيسلاف سيكيوليتش على موقع ناشيونال فوتبول تيمز (الإنجليزية)
- برانيسلاف سيكيوليتش على موقع عالم كرة القدم.نت (الإنجليزية)

- سيرة ذاتية في موقع الاتحاد الصربي لكرة القدم